# 루이 마운트배튼
제1대 마운트배튼오브버마 백작 루이 프랜시스 앨버트 빅터 니콜라스 마운트배튼(영어: Louis Francis Albert Victor Nicholas Mountbatten, 1st Earl Mountbatten of Burma, KG, GCB, OM, GCVO, FRS, 1900년 6월 25일 ~ 1979년 8월 27일)은 영국의 정치인, 해군 장교, 식민지 관리자 그리고 영국 왕실의 가까운 친척이었다. 그는 영국에서 유명한 바텐베르크 가문에서 태어났다. 그는 에든버러 공작 필립의 외삼촌이었고 조지 6세의 2촌이었다. 그는 1차 세계대전 동안 영국 해군에 입대했고 2차 세계 대전에서 동남아시아 사령관, 최고 연합 사령관으로 임명되었다. 그는 나중에 마지막 인도 총독으로 일했고 잠시 동안 인도 자치령의 첫 총독으로 일했다.
마운트배튼은 1916년에 영국 해군에 입학하기 전에 오스본 왕립 해군 대학을 다녔다. 그는 제1차 세계 대전의 종결 단계 동안 활동을 보았고, 전쟁 후에 잠시 캠브리지의 크리스티 칼리지에 다녔다. 전간기 동안, 마운트배튼은 해군 통신을 전문으로 하는 그의 해군 경력을 계속 추구했다.
제2차 세계 대전의 발발 이후, 마운트배튼은 구축함 HMS 켈리와 제5 구축함대를 지휘했다. 그는 노르웨이, 영국해협, 그리고 지중해에서 상당한 작전을 목격했다. 1941년 8월, 그는 항공모함 HMS 일러스트리어스의 지휘를 받았다. 그는 1942년 초 연합작전 참모총장으로 임명되었고, 세인트 나자이어와 디에프에서의 급습을 조직했다. 1943년 8월, 마운트배튼은 동남아시아 최고 사령관이 되었고, 1945년 말까지 일본으로부터 버마와 싱가포르를 탈환하는 것을 감독했다. 전쟁 동안의 그의 임무를 위해, 마운트배튼은 1946년과 이듬해 초에 자작이 되었다.
1947년 2월 마운트배튼은 인도 부왕 겸 총독으로 임명되어 인도와 파키스탄의 분할을 감독했다. 그 후 1948년 6월까지 초대 인도 총독을 역임했으며, 왕자 국가들이 인도에 가입하도록 설득하는 데 중요한 역할을 했다. 1952년 마운트배튼은 영국 지중해 함대와 나토군 사령관 지중해의 총사령관으로 임명되었다. 1955년부터 1959년까지 그는 40여 년 전 아버지 바텐베르크의 루이스 왕자가 맡고 있던 퍼스트 씨 로드였다. 그 후 1965년까지 국방참모총장을 역임하여 지금까지 영국군의 가장 오래 근무한 전문가 수장이 되었다. 이 기간 마운트배튼은 1년 동안 나토 군사위원장도 역임했다.
1979년 8월 마운트배튼은 아일랜드 슬리고 카운티 물라모어에서 자신의 어선에 심어진 폭탄에 의해 아일랜드 공화국군 임시파 대원들에 의해 암살되었다. 그는 웨스트민스터 사원에서 의식적인 장례식을 치렀고 햄프셔의 롬지 사원에 묻혔다.